# 安州站 (平安南道)
安州站（韓語：안주역）是朝鮮民主主義人民共和國平安南道安州市的一個鐵路車站，属于价川线。

## 邻近车站
价川线
新安州青年站 - 安州站 - 北松里站